# Brigada 2 Infanterie (1918-1920)
Brigada 2 Infanterie a fost o mare unitate de infanterie, de nivel tactic, din Armata României, care a participat la acțiunile militare postbelice, din perioada 1918-1920, fiind formată din Regimentul 1 Infanterie și Regimentul 31 Infanterie. Brigada a făcut parte din compunerea de luptă a Diviziei 1 Infanterie, comandată de colonelul Victor Tomoroveanu., 

## Compunerea de luptă
În perioada campaniei din 1919, brigada a avut următoarea compunere de luptă
Brigada 2 Infanterie
- Regimentul 1 Infanterie – comandant: colonel ”Alexandru D. Sturdza”

- Divizionul 1 - comandant:  colonel Alexandru D. Sturdza

- Regimentul 31 Infanterie

- Divizionul 1 – commandant: colonel ”Ilie Ionescu”

## Participarea la operații

### Campania anului 1919
În cadrul acțiunilor militare postbelice,  Brigada 2 Infanterie a participat la acțiunile militare în dispozitivul de luptă al Diviziei 1 Infanterie, participând la Operația ofensivă la vest de Tisa.

## Comandanți
- Colonel Victor Tomoroveanu